# Municipio de Vaugine
El municipio de Vaugine (en inglés: Vaugine Township) es un municipio ubicado en el condado de Jefferson en el estado estadounidense de Arkansas. En el año 2010 tenía una población de 49211 habitantes y una densidad poblacional de 257,25 personas por km².

## Geografía
El municipio de Vaugine se encuentra ubicado en las coordenadas 34°13′28″N 92°0′30″O / 34.22444, -92.00833. Según la Oficina del Censo de los Estados Unidos, el municipio tiene una superficie total de 191.3 km², de la cual 176.18 km² corresponden a tierra firme y (7.9%) 15.12 km² es agua.

## Demografía
Según el censo de 2010, había 49211 personas residiendo en el municipio de Vaugine. La densidad de población era de 257,25 hab./km². De los 49211 habitantes, el municipio de Vaugine estaba compuesto por el 21.82% blancos, el 75.54% eran afroamericanos, el 0.18% eran amerindios, el 0.63% eran asiáticos, el 0.01% eran isleños del Pacífico, el 0.68% eran de otras razas y el 1.14% pertenecían a dos o más razas. Del total de la población el 1.45% eran hispanos o latinos de cualquier raza.